# Le Conquet
Le Conquet é uma comuna francesa na região administrativa da Bretanha, no departamento Finisterra. Estende-se por uma área de 8,46 km². Em 2010 a comuna tinha 2 806 habitantes (densidade: 331,7 hab./km²).